# Dandapur, Nargund
Dandapur là một làng thuộc tehsil Nargund, huyện Gadag, bang Karnataka, Ấn Độ.